# Evakuierung bei Kolkanpää
1. Phase: Schwedische Dominanz (1700–1709)
Dänischer Kriegsschauplatz (1700)
Humlebæk • Tönning I 
Livländ./ Estnischer Kriegsschauplatz (1700–1708)
Riga I • Jungfernhof • Varja • Pühhajoggi • Narva • Petschora • Düna • Rauge • Erastfer • Hummelshof • Embach • Tartu • Narva II • Wesenberg I • Wesenberg II
Ingermanländ./ Finnischer Kriegsschauplatz (ab 1701)
Archangelsk • Ladogasee • Nöteborg • Nyenschanz • Newa • Systerbäck • Petersburg • Wyborg I • Porvoo • Newa II • Koporje II • Kolkanpää
Litauisch-weißrussischer Kriegsschauplatz (1702–1706)
Vilnius • Saladen • Jakobstadt • Gemauerthof • Mitau • Grodno I • Olkieniki • Njaswisch • Klezk • Ljachawitschy
Polnischer Kriegsschauplatz (1702–1706)
Klissow • Pułtusk • Thorn • Lemberg • Warschau • Posen • Punitz • Tillendorf • Rakowitz • Praga • Fraustadt • Kalisch 
Russischer Kriegsschauplatz (1708–1709)
Grodno II • Golowtschin • Moljatitschi • Rajowka • Lesnaja • Desna • Baturyn • Koniecpol • Weprik • Opischnja • Krasnokutsk • Sokolki • Poltawa I • Poltawa II
2. Phase: Schweden in der Defensive (1710–1721)
Baltischer und Finnischer Kriegsschauplatz (bis 1714)
Riga II • Wyborg II • Pernau • Kexholm • Reval • Hogland • Pälkäne • Storkyro • Nyslott • Hanko 
Schwed./Norwegischer Kriegsschauplatz (1710–1721)
Helsingborg • Køge-Bucht • Bottnischer Meerbusen • Frederikshald I • Dynekilen-Fjord • Göteborg I • Strömstad • Trondheim • Frederikshald II • Marstrand • Ösel • Göteborg II • Södra Stäket • Grönham • Sundsvall
Norddeutscher Kriegsschauplatz (1711–1716)
Elbing • Wismar I • Lübow • Stralsund I • Greifswalder Bodden I • Stade • Rügen • Gadebusch • Altona • Tönning II • Stettin • Fehmarn • Wismar II • Stralsund II • Jasmund • Peenemünde • Greifswalder Bodden II • Stresow 
Die Evakuierung bei Kolkanpää fand zwischen dem 18. und 27. Oktober (greg.) 1708 nahe Kolkanpää auf der Soikinsky-Halbinsel am Finnischen Meerbusen während des Ingermanlandfeldzuges von Georg Lybecker im Großen Nordischen Krieg statt.

## Vorgeschichte

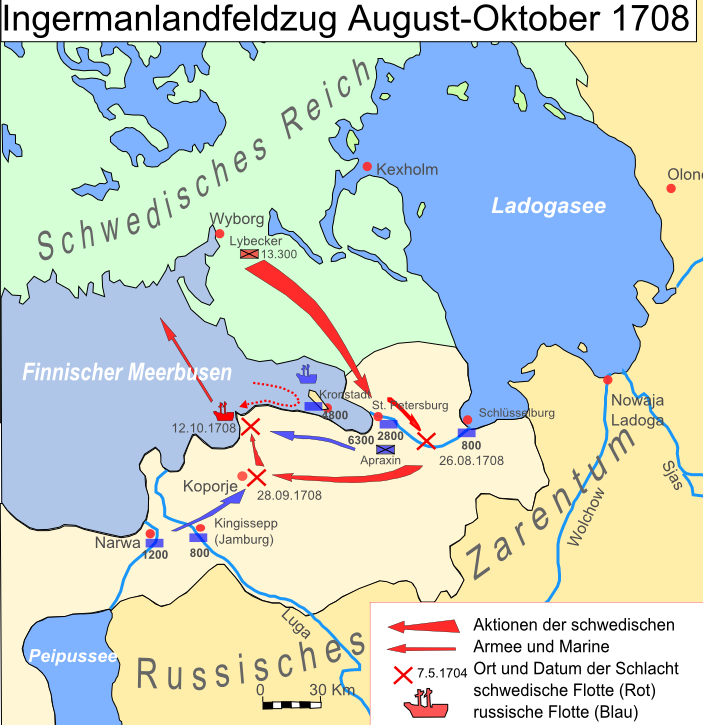
Feldzugsverlauf in Ingermanland 1708

Nach dem erfolgreichen Übergang der Finnischen Armee Lybeckers über die Newa im August 1708 scheiterte der Versuch einer Belagerung von Sankt Petersburg aufgrund des Fehlens von Belagerungsartillerie und der nicht vorhandenen Nachschubgüter für die Armee. Die schwedische Flotte scheiterte bei dem Versuch von See her die Operation zu unterstützen an der starken russischen Verteidigung auf der Insel Kotlin. Zuvor war bereits die livländische Armee im Gefecht bei Wesenberg von Einheiten Apraxins wieder auf Reval zurückgeworfen worden. Damit fand sich die Armee Lybeckers isoliert in einem feindlichen Gebiet wieder das nahezu unbewohnt war, folglich keine Versorgung der Truppen gewährleisten konnte und umringt von überlegenen russischen Verbänden war. Lybeckers Armee wendete sich nach dem Übergang nach Westen nach Koporje. Dort schlugen sie eine russische Einheit vor der Festung von Koporje. Der weitere Vormarsch nach Westen in Richtung Narva blieb aber versperrt. So zogen die schwedischen Truppen nach Norden an den Finnischen Meerbusen und warteten auf die Evakuierung durch die schwedische Flotte unter Admiral Cornelius Anckarstjerna. Die Verladung wurde aber durch schlechtes Wetter und Stürme in die Länge gezogen. 

## Angriff auf die schwedische Nachhut
Als Apraxin von der Evakuierung erfuhr marschierte er mit fünf Bataillonen Infanterie, einem Bataillon Grenadiere und 200 Dragonern und einigen irregulären Truppen, zusammen etwa 3–3500 Mann in Richtung Kolkanpää. Die irregulären Einheiten gingen voraus um zu kundschaften. Zu diesem Zeitpunkt hatten die Schweden nur noch fünf Bataillone an Land, der Rest befand sich bereits auf den Schiffen. Die schwedischen Einheiten, angeführt von Henrik Mattias von Seulenberg, setzten sich vornehmlich aus ehemaligen sächsischen Soldaten zusammen, die zuvor in schwedische Kriegsgefangenschaft geraten waren. Lybecker hatte sämtliche Pferde der Reiterei erschießen lassen. Die Schweden hatten ihr Lager zum Schutz verschanzt. Die Russen übermittelten zunächst ein Angebot zur Kapitulation, das aber von den Schweden abgelehnt wurden. Die Russische Infanterie griffen dann die Verschanzung frontal an, die Dragoner griffen an den Flanken an. Die russischen Grenadiere umgingen die Schanze von See her und griffen die überraschten Schweden im Rücken an und konnten so alle verbliebenen Schweden gefangen nehmen oder töten. Die schwedische Flotte setzte zwar ihre Schiffsartillerie gegen die Russen ein, doch blieb dieses Feuer wirkungslos. 

## Folgen
Im Ergebnis wurden nach russischen Angaben 900 Schweden getötet und 209 Schweden gefangen genommen. Andere Angaben gehen von 600 bis 800 getöteten, verwundeten oder gefangenen Schweden in dem Gefecht aus. Die russischen Einheiten verloren 58 Tote und hatten 220 Verwundete. Das Ende der schwedischen Bedrohung im Norden erlaubte es dem russischen Oberkommando zusätzliche Einheiten von Ingermanland abzuziehen und zur russischen Hauptarmee in die Ukraine im Kampf gegen Karls Armee zu senden. Durch die Tötung sämtlicher Pferde der Finnischen Kavallerie verfügte Lybecker nach Ausschiffung in Finnland nur noch über Infanterie. Bei den russischen Angriffen auf Finnland ab 1713 fehlten diese Kräfte bei der Verteidigung vor der russischen Invasion.